# Итака
Итака, друго најмање острво од седам најважнијих Јонских острва, у оквиру периферије Јонска острва у западном делу Грчке. Главно место острва је Вати, а значајна насеља су Перахори, Лефки, Ставрос, Платритиса, Аноги, Егзоги, Фрикес и Киони.
Округ Итака је успостављен 2011. године на делу некадашње префектуре. Она се састоји из једне општине, општине Итаке, која обухвата острво Итака и околна острвца и хриди.
Острво дугује своју славу грчким митовима. Познато је широм света по Хомеровим еповима Илијада и Одисеја, као постојбина грчког хероја Одисеја.
Назив „Итака“ се симболично користи у многим песмама и литератури да означи циљ, жудњу за завичајем, носталгију и повратак. Позната је песма Милоша Црњанског „Итака“.

## Порекло имена
Име Итака остало је непромењено од класичних времена. Постоје различита тумачења порекла имена Итака; по једнима острво је добило име по митолошком хероју Итаку, по другима од грчке речи "ithy" што значи весео, а неки сматрају да је настало од феничанске речи "utica" што значи колонија.

## Географија
Укупна површина острва је 96 km². Острво је одвојено од блиске, а веће Кефалоније на западу каналом дужине 8,5 km а ширине од 2 до 4,8 km. Обала је дуга око 72 km и веома је разуђена. То се највише односи на постојање залива на источној обали, који дубоко залази у острво и дели га на јужну и северну половину. Итака је углавном кршевита и брдовита. Три највеће планине су Паталеико, хомерска планина Неритос и Егзоги на северу. Постоји и неколико малих плодних долина.
Клима на острву је средоземна са дугим и толим летима и благим и кишовитим зимама. Биљни и животињски свет је особен за Средоземље. Гајене културе се гаје у неколико малих долина - маслина, винова лоза, агруми, поврће и воће.

## Историја
Острво је насељено од другог миленијума п. н. е. У микенском периоду било је седиште области Кефалоније. Римљани су освојили острво у другоме веку п. н. е., а касније је постала део Византијског царства. Нормани су владали Итаком у 12. и 13. веку, а потом је, после кратке владавине Турака, дошла у руке Венеције. Итаку су затим окупирали Французи крајем 19. века, а 1809. освојили су је Британци. Ослобођена је 1864. и припојена Грчкој.
Највећи део архитектуре острва уништен је у земљотресу 1953.

## Становништво
У разним периодима, под разним освајачима и околностима, број становника се мењао. Иако нема поузданих информација до млетачког периода, верује се да је од микенског до византијског периода живело неколико хиљада становника, углавном на северном делу острва. У време средњег века популација је опадала углавном због сталних инвазија гусара који су нагнали становнике да се повуку у планине и оснују насеља Палеохора, Аноги и Егзоги.
За време британског периода званични подаци показују раст становништва чему је допринео развој трговине и поморства. После уједињавања Јонских острва с Грчком, у деветнаестом веку, број становника је опадао јер су се многи одселили на копно или емигрирали у Румунију. Опадање се наставило и у двадесетом веку јер су многи становници емигрирали у друге земље (Америку, Аустралију, Јужну Африку) или су постали морнари. Број становника је нагло опао 1953. године, после великог земљотреса, када се највећи број становника одселио у веће грчке градове.
Данас на острву живи 2.502 становника. По статистикама г. Г. Валианоса око 13.000 Итачана живи широм света. Највише их је у Атини, Патрасу, САД, Аустралији, Јужној Африци, Канади и на Новом Зеланду.